# José Javier Travieso Martín
José Javier Travieso Martín, C.M.F. (Don Benito, Badajoz, España, 5 de febrero de 1952) es un religioso claretiano español que actualmente es obispo titular de Tubusuptu y vicario apostólico de San José del Amazonas, en Perú.

## Biografía

### Formación
Estudio filosofía en el seminario claretiano de Loja y teología en la Facultad de Teología de Granada.  
Se licenció en pastoral juvenil en la Pontificia Universidad Salesiana.  

### Vida religiosa
El 15 de agosto de 1968 realizó su profesión de votos religiosos en los Misioneros Hijos del Inmaculado Corazón de María. Fue ordenado sacerdote el 26 de junio de 1976 en Granada. Desde Roma fue trasladado a Lima, Perú, donde fue profesor y director de estudios en el Instituto de Estudios Teológicos Juan XXIII. En 2008 fue destinado a la comunidad claretiana de Trujillo, siendo asesor espiritual del colegio claretiano y profesor de teología en el Seminario mayor «San Carlos y San Marcelo», así como, en la Universidad Católica de Trujillo. 

### Episcopado
El 7 de enero de 2009, el papa Benedicto XVI lo nombró obispo auxiliar de Trujillo y obispo titular de Tubusuptu. El 1 de noviembre de 2014, el papa Francisco lo nombró vicario apostólico de San José del Amazonas.